# 約翰·羅賓森·皮爾斯
約翰·羅賓森·皮爾斯（英語：John Robinson Pierce，1910年3月27日—2002年4月2日），美國工程師和作家。他在無線電通信，微波技術，計算機音樂，心理聲學和科幻小說領域都有成就。